# Angry Birds Star Wars II
Angry Birds Star Wars II este un joc video, o încrucișare între Star Wars și seria de jocuri video Angry Birds, care a fost lansat pe 18 septembrie 2013. Este al șaptelea joc Angry Birds dezvoltat de Rovio Entertainment.